# Индианаполис Олимпианс
«Индианаполис Олимпианс» (англ.  Indianapolis Olympians) — американский профессиональный баскетбольный клуб, выступавший в Национальной баскетбольной ассоциации. Клуб базировался в городе Индианаполис, Индиана и проводил домашние игры на арене «Hinkle Fieldhouse». «Олимпианс» были основаны в 1949 году, а в 1953 году команда прекратила своё существование.

## История клуба
«Олимпианс» были основаны в 1949 году, заменив другой клуб из Индианы «Индианаполис Джетс». Ведущими игроками команды стали выпускники университета Кентукки Алекс Гроза и Ральф Бирд — золотые медалисты Олимпийских игр 1948 года. В клубе играло также два других олимпийских чемпиона — Уоллес Джоунс и Клифф Баркер.
После сезона 1951 года Гроза и Бирд были отстранены от участия в НБА пожизненно комиссаром лиги Морисом Подолофом. Отстранение стало следствием обвинений в подтасовки результатов игр в университете, выдвинутых против них. В 1953 году команда обанкротилась. Последний сезон клуб окончил с результатом 28-43. Всего, за 4 сезона в НБА клуб одержал 132 победы и потерпел 137 поражений.
«Олимпианс» до сих пор удерживают рекорд НБА по самой долгой игре. 6 января 1951 года в матче с шестью овертаймами «Олимпианс» одержали победу над «Рочестер Роялз» со счётом 75-73.

## Статистика
| Сезон                        | В                            | П                            | П%                           | Плей-офф                     | Результаты                                 |
| Индианаполис Олимпианс (НБА) | Индианаполис Олимпианс (НБА) | Индианаполис Олимпианс (НБА) | Индианаполис Олимпианс (НБА) | Индианаполис Олимпианс (НБА) | Индианаполис Олимпианс (НБА)               |
| ---------------------------- | ---------------------------- | ---------------------------- | ---------------------------- | ---------------------------- | ------------------------------------------ |
| 1949/50                      | 39                           | 25                           | 0,609                        | 3-3                          | Проиграли в финале Западного дивизиона     |
| 1950/51                      | 31                           | 37                           | 0,456                        | 1-2                          | Проиграли в полуфинале Западного дивизиона |
| 1951/52                      | 34                           | 32                           | 0,515                        | 0-2                          | Проиграли в полуфинале Западного дивизиона |
| 1952/53                      | 28                           | 43                           | 0,394                        | 0-2                          | Проиграли в полуфинале Западного дивизиона |